# Museo civico archeologico di Sarteano
Il museo civico archeologico di Sarteano nasce nel 1997 ed è ospitato nelle sale del cinquecentesco palazzo Gabrielli. 

## Storia
Frutto tanto degli scavi del XIX e XX secolo, quanto delle ricerche condotte in questi anni dal locale Gruppo Archeologico Etruria, i reperti illustrano, in un percorso topografico e cronologico, le testimonianze dell'occupazione umana nel territorio di Sarteano che, nonostante un saccheggio durato secoli, ha lasciato tracce ricchissime e significative soprattutto per quanto riguarda la fase etrusca, dal IX al I secolo a.C.

## Sezione cronologica
Nella prima sala la visita inizia con i reperti dell'VIII e della prima metà del VII secolo a.C. provenienti dalle tombe a pozzetto di Sferracavalli e dalle tombe di Poggio Rotondo. Significativo il canopo (cinerario in forma umana) da Macchiapiana con coperchio a ciotola capovolta, rinvenuto all'interno di una tomba a ziro. 
Sempre dalla necropoli di Macchiapiana proviene la piccola tomba a camera ricostruita nella seconda sala, dove spicca il canopo femminile su trono, sicuramente ossuario di una donna di alto rango, come dimostra anche il piccolo modello di ascia in terracotta che tiene tra le mani: simbolo di potere nella società aristocratica del periodo tardo-orientalizzante (630-620 a.C.).
Nella terza sala è esposto l'importante ed elegante cippo in pietra fetida dalla località Sant’Angelo che rappresenta, nei quattro lati, le scene di una cerimonia funebre etrusca: la prothesis, ovvero l'esposizione del cadavere, il pianto dei parenti e delle lamentatrici, la danza rituale con il bel suonatore di doppio flauto e la corsa dei cavalli, uno dei giochi fatti durante il funerale. I reperti di V e IV sec. a.C. provenienti dalla necropoli della Palazzina, dove tra il 1996-97 è stata scoperta anche una tomba con tracce di pittura, sono le rare ceramiche dipinte sia a figure rosse, sia sovradipinta (come l'elegante stamnos del Gruppo Vagnonville), sia d'importazione attica.

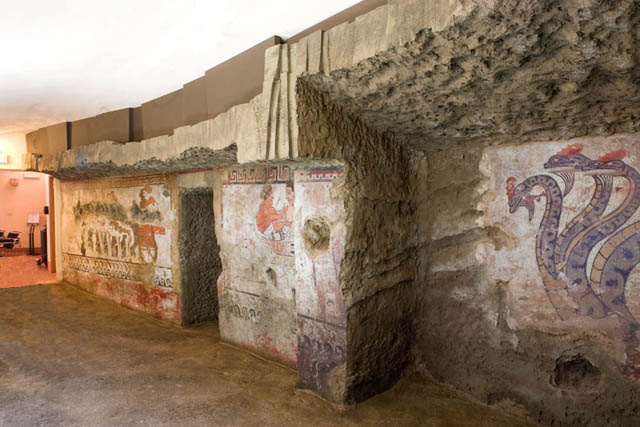

## Sezione sulla necropoli delle Pianacce
Il piano inferiore del museo è dedicato ai sensazionali risultati degli scavi della necropoli delle Pianacce, che sono iniziati nel 2000 e hanno condotto alla scoperta di una tomba dipinta della seconda metà del IV sec. a.C. con scene uniche in Etruria. 
Si tratta della Tomba della quadriga infernale, sulle pareti della quale sono raffigurati il demone Charun che, alla guida del suo carro, una quadriga formata da due leoni e due grifi, abbandona l'Ade, due eleganti defunti a banchetto, un serpente a tre teste di dimensioni eccezionali e dai colori vivacissimi e un ippocampo sul frontone di fondo sopra l'imponente sarcofago di alabastro grigio - alabastro importato da Volterra ma lavorato localmente - con il defunto disteso sul coperchio, ultima dimora del proprietario della tomba. 
La tomba, visitabile solo il sabato su prenotazione, è documentata attraverso la sua perfetta riproduzione in scala reale realizzata con una tecnica unica in Italia all'interno del museo dove si trova anche il relativo corredo ceramico. 

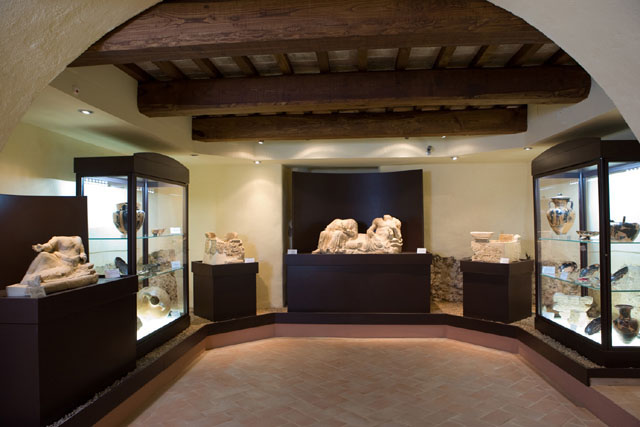

Nelle altre sale spiccano, sempre dalla necropoli delle Pianacce, le sculture in pietra fetida tra cui i cippi figurati e lo straordinario gruppo cinerario con il defunto e Vanth esempio unico ritrovato nel suo contesto originale, oltre alle belle ceramiche attiche sia a figure nere che a figure rosse. 
Tra i materiali di epoca ellenistica di particolare pregio sono la collana d'oro, il manico di specchio in osso decorato a rilievo e la peculiare maschera di sileno in piombo.

## Sezione romana
Il percorso si conclude con lastre fittili del tipo Campana di epoca augustea dalla località Colombaio, provenienti da un edificio termale, a testimonianza della ricchezza di Sarteano anche in questo periodo.

## Servizi
- Laboratorio di restauro
- Vendita libri
- Visite guidate
- Percorsi didattici e laboratori per le scuole
- Incontri a tema
- Conferenze